# Sakal
Pour les articles homonymes, voir Sakal (homonymie).
Sakal  ou Sakkal est un village du Sénégal. C'est le chef-lieu de l'arrondissement de Sakal, situé au nord-ouest du département de Louga et la région de Louga, à 27 km au nord de Louga et à 2 km de la route nationale no 2. 
La localité se trouve dans la région historique du Walo. C'est l'une des neuf escales qui étaient desservies par la ligne de chemin de fer Dakar-Saint-Louis.
En langue wolof, sakal signifie « Prends-en », « Sers-toi », « Crée ».
Lors du dernier recensement, la localité comptait 2 012 habitants et 193 ménages.

## Personnalités
Le diplomate Doudou Salla Diop est né à Sakal en 1943.
L'islamologue Oustaz Cheikh Tidiane Gaye y est né en 1951.
Le joueur de Scrabble Ousmane Sakal Dieng y est né.

## Jumelage
Depuis 2002, une convention de coopération décentralisée lie la commune de Sakal et deux communes françaises du département de la Corrèze : Malemort et Argentat. En concertation avec les collectivités, trois comités de jumelage (associations) travaillent ensemble pour améliorer les conditions de vie des habitants de ce territoire.
L'association Thiol ak Mbatar de la diaspora (TERRASSA BARCELONE ESPAGNE) joue un rôle très important dans la commune de Sakal plus particulièrement au lycée.
Le lycée René Teulade de Sakal est le seul établissement moyen-secondaire de l'arrondissement de Sakal composé de 133 villages .
Le lycée de Sakal  est un établissement public long qui compte plus de six cent (600) élèves répartis de la sixième à la terminale. 